# Ukrajinská katolická archieparchie sv. Jana Křtitele v Curitibě
Ukrajinská katolická archieparchie sv. Jana Křtitele v Curitibě ((portugalsky) Arquieparquia de São João Batista em Curitiba dos Ucranianos, (ukrajinsky) Куритибська архієпархія святого Івана Хрестителя) je archieparchií Ukrajinské řeckokatolické církve se sídlem ve Curitiběu a katedrálou svatého Jana Křtitele. Jako Apoštolský exarchát Brazílie byla tato církevní struktura založena v roce 1962, roku 1971 se stala exarchátem, v roce 2014 byla povýšena na archieparchii a dostala jméno, které nese dodnes.

## Curtibská církevní provincie
Archieparcha curitibský je zároveň metropolitou Ukrajinské řeckokatolické církve v Brazílii. Archieparchie má jednu sufragánní eparchii:
- Ukrajinská katolická eparchie Neposkvrněného Početí P. Marie v Prudentópolis